# Антонова (Талицький міський округ)
Анто́нова (рос. Антонова) — присілок у складі Талицького міського округу Свердловської області.
Населення — 112 осіб (2010, 128 у 2002).
Національний склад станом на 2002 рік: росіяни — 99 %.